# 필립 반 잔트
필립 필 반 잔트(Philip Phil Van Zandt, 1904년 10월 4일 ~ 1958년 2월 15일)는 네덜란드계 미국인 영화, 연극, 텔레비전 배우이다. 1939년 데뷔 후 1958년 사망하기 전까지 220개가 넘는 작품에 출연하였다.